# Coniothyriaceae
Coniothyriaceae W.B. Cooke – rodzina grzybów z klasy Dothideomycetes.

## Systematyka
Pozycja w klasyfikacji według Index Fungorum: Massarinaceae, Pleosporales, Pleosporomycetidae, Dothideomycetes, Pezizomycotina, Ascomycota, Fungi.
Takson utworzył William Bridge Cooke w 1983 r. Według aktualizowanej klasyfikacji Index Fungorum bazującej na Dictionary of the Fungi do rodziny tej należą rodzaje:
- Camarosporomyces Crous 2017
- Coniothyrioides Wijes., M.S. Calabon, E.B.G. Jones & K.D. Hyde 2023
- Coniothyrium Corda 1840
- Neoconiothyrium Crous 2017[1]

Nazwy naukowe na podstawie Index Fungorum.